# Eumannia ismaïlaria
Eumannia ismaïlaria là một loài bướm đêm trong họ Geometridae.